# Elaine Ortiz
Elaine Ortiz Arandes ist eine puerto-ricanische Opernsängerin (Stimmlage Sopran) und Bayerische Kammersängerin. Sie lebt seit 1985 in Deutschland.

## Leben und Wirken
Elaine Ortiz Arandes wurde in Puerto Rico geboren absolvierte ihr Gesangsstudium am dortigen Conservatorio de Música bei María Esther Robles. Sie debütierte am Opernhaus in Puerto Rico und wirkte zudem als Lied- und Konzertsängerin, wobei sie unter anderem mit dem Nationalorchester auftrat und Schallplatten aufnahm, auch mit Liedern zeitgenössischer Komponisten.
Nachdem sie mit dem Bruno-Walter-Preis der New Yorker Metropolitan Opera ausgezeichnet worden war, ging sie 1985 nach Deutschland, um dort bei Ingeborg Müller ihre Gesangstechnik zu perfektionieren. Nach drei Jahren an den Bühnen Krefeld und Mönchengladbach ist sie seit 1988 als festes Ensemblemitglied am Staatstheater am Gärtnerplatz engagiert, wo sie seither in tragenden Rollen zu erleben ist.
Neben ihrem breitgefächerten Opernrepertoire arbeitet Ortiz Arandes als Liedsängerin mit dem Pianisten José-Daniel Martínez zusammen. Schwerpunkte ihrer Arbeit liegen dabei im Liedschaffen von Johannes Brahms sowie französischer, spanischer und lateinamerikanischer Komponisten. Gastspiele führten sie unter anderem nach Österreich, Frankreich, Holland, in die USA und nach Japan.
2014 wurde Ortiz Arandes der Titel „Bayerische Kammersängerin“ verliehen.

## Rollenrepertoire (Auswahl)
- Bernstein: Maria in West Side Story
- Bizet: Micaela in Carmen
- Cerha: Fräulein Flink in Onkel Präsident
- Donizetti: Norina in Don Pasquale
- Donizetti: Adina in L’elisir d’amore
- Händel: Iris in Semele
- Honegger: Die Jungfrau in Johanna auf dem Scheiterhaufen
- Humperdinck: Gretel in Hänsel und Gretel
- Janáček: Emila Marti in Die Sache Makropulos
- Janáček: Füchslein Schlaukopf in Das schlaue Füchslein
- Mozart: Susanna in Le nozze di Fgaro
- Mozart: Donna Anna in Don Giovanni
- Mozart: Despina in Così fan tutte
- Mozart: Pamina in Die Zauberflöte
- Nicolai: Frau Fluth in Die lustigen Weiber von Windsor
- Puccini: Cio-Cio-San in Madama Butterfly
- Puccini: Musetta in La bohème
- Strauss: Adele in Die Fledermaus
- Telemann:  Amitta in Der geduldige Socrates
- Verdi: Violetta in La traviata
- Verdi: Gilda in Rigoletto
- Verdi: Amalia in I masnadieri